# Tesovište
Tesovište (cyr. Тесовиште) – wieś w Serbii, w okręgu pczyńskim, w mieście Vranje. W 2011 roku liczyła 36 mieszkańców.